# Edward Law (1er comte d'Ellenborough)
Pour les articles homonymes, voir Edward Law et Law.
Edward Law, 1er comte d'Ellenborough (8 septembre 1790 - 22 décembre 1871) est un homme politique conservateur britannique. Il est quatre fois président du Conseil de contrôle et également Gouverneur général des Indes entre 1842 et 1844.

## Biographie

### Jeunesse et éducation
Il est le fils aîné d'Edward Law (1er baron Ellenborough) et d'Anne, fille de George Towry. Il fait ses études au Collège d'Eton et au St John's College, à Cambridge.

### Carrière politique, 1813-1842
Il est élu à la Chambre des communes pour le Bourg pourri de St Michael's, Cornwall, jusqu'à la mort de son père en 1818, qui lui donne un siège à la Chambre des lords. Dans le gouvernement du duc de Wellington de 1828, il est nommé Lord du sceau privé. Il participe aux affaires du ministère des affaires étrangères, en tant qu'assistant non officiel de Wellington, qui reconnait ses talents. Il espérait être ministre des affaires étrangères, mais a dû se contenter de la présidence du conseil de contrôle, qu'il conserve jusqu'à la chute du ministère en 1830. Il est un administrateur actif et s'intéresse aux questions de politique indienne. La révision de la charte de la Compagnie britannique des Indes orientales approchant, il juge que le gouvernement indien devrait être transféré directement à la Couronne. Il est impressionné par l'importance croissante de la connaissance de l'Asie centrale dans le cas d'une avancée russe vers la frontière indienne et a envoyé Alexander Burnes explorer le district.
Il revient ensuite à la commission de contrôle des première et deuxième administrations de Robert Peel. Il n’est en poste que depuis un mois à la troisième occasion quand il est nommé pour succéder à Lord Auckland au poste de Gouverneur général des Indes.

### Gouverneur général de l'Inde, 1842-1844
Son administration indienne de deux ans et demi, soit la moitié de la durée habituelle d'un mandat, est l'objet de critiques hostiles. Ses propres lettres adressées mensuellement à la reine et sa correspondance avec le duc de Wellington, publiée en 1874, permettent de porter un jugement intelligent et impartial sur sa carrière météorique. Les événements les plus controversés sont sa politique vis-à-vis de l'Afghanistan et de l'armée et des captifs, sa conquête du Sind et sa campagne à Gwalior.
Il se rend en Inde pour "rétablir la paix en Asie", mais son mandat est occupé par la guerre. À son arrivée, la nouvelle qui l’a salué est celle du massacre de Kaboul et des sièges de Ghazni et de Jalalabad, alors que les cipayes de Madras sont au bord de la rébellion ouverte. Dans sa proclamation du 15 mars 1842, comme dans son mémorandum à la reine du 18, il déclare avec une clarté et une éloquence caractéristiques le devoir d'infliger d'abord un coup significatif et décisif aux Afghans, puis de les laisser se gouverner eux-mêmes par le souverain de leur choix. Malheureusement, quand il part dans l'Inde supérieure et qu'il apprend l'échec du général England, il demande à George Pollock et William Nott, qui avancent triomphalement avec leurs colonnes de sauver les captifs britanniques. L'armée se montre fidèle à la proclamation antérieure du gouverneur général plutôt qu'à ses craintes ultérieures; les otages sont sauvés, la scène du meurtre de sir Alexander Burnes au cœur de Kaboul est incendiée.
Dost Mohammad Khan est discrètement renvoyé d'une prison de Calcutta au trône de Bala Hissar et Ellenborough préside à la peinture des éléphants pour un spectacle militaire sans précédent à Firozpur, sur la rive sud du Sutlej. Lorsque Mahmoud de Ghaznî, en 1024, saccage le temple hindou de Somnāth sur la côte nord-ouest de l'Inde, il enleva les portes en bois de santal richement ornées de clous et les installe dans sa capitale, Ghazni. La marionnette musulmane des Anglais, Shah Shuja, avait été priée, lorsqu'elle dirigeait l'Afghanistan, de les rendre à l'Inde; et ce qu’il n’avait pas réussi à faire, car les Anglais ne récupèrent que des copies.
À peine Ellenborough avait-il publié sa médaille avec la légende "Pax Asiae Restituta" lorsqu'il était en guerre avec les émirs du Sind. Les émirs tributaires ont été dans l’ensemble fidèles, sous le contrôle du major James Outram. Il a signalé une certaine opposition et Ellenborough a ordonné une enquête mais a confié cette tâche à sir Charles Napier, doté de pouvoirs politiques et militaires complets. Mir Au Morad intrigua tellement des deux côtés qu'il trahit les émirs d'un côté, tandis qu'il illusionnait Napier de l'autre. Sir Charles Napier a fait plus d’une confession comme celle-ci: "Nous n’avons pas le droit de saisir le Sind, mais nous le ferons, et nous en aurons pour nous une pièce très avantageuse, utile et humaine." Les batailles de Meeanee et Hyderabad ont suivi; et l'Indus est devenu un fleuve britannique de Karachi à Multan.
Le problème du Sind avait à peine été réglé lorsque des troubles ont surgi des deux côtés du gouvernorat général, qui se trouvait alors à Agra. Au nord, le royaume désordonné des Sikhs menaçait la frontière. À Gwalior, au sud, dans l’État de Maharashtra, il y avait une grande armée rebelle, une Ranee âgée de 12 ans seulement, un chef adopté de huit ans et des factions au conseil des ministres. Ces conditions ont amené Gwalior au bord de la guerre civile. Ellenborough senti le danger et le 1er novembre 1845, ordonna à Sir Hugh Gough de faire un pas en avant. Une trahison supplémentaire et une licence militaire ont rendu les batailles de Maharajpur et de Punniar (le même jour) inévitables. La pacification de Gwalior a également eu ses effets au-delà du Sutlej, où l'anarchie a été maîtrisée pour une année supplémentaire. Mais à ce moment-là, la patience des directeurs était épuisée. Ils n'avaient aucun contrôle sur la politique d'Ellenborough; ses dépêches étaient hautaines et irrespectueuses; et en juin 1844, ils exercèrent leur pouvoir de rappel.

### Carrière politique, 1844-1858
À son retour en Angleterre, Ellenborough est créé comte d'Ellenborough, comté de Cumberland, grand croix de chevalier de l'Ordre du Bain et reçoit les remerciements du Parlement; mais son administration devient bientôt le sujet de débats hostiles, même si Peel et Wellington le justifient. Lorsque le cabinet de Peel est reconstitué en 1846, Ellenborough devient le premier Lord de l'amirauté. En 1858, il prend ses fonctions sous Lord Derby en tant que président du conseil de contrôle, pour la quatrième fois. Il rédige le nouveau plan pour le gouvernement de l’Inde que la rébellion indienne de 1857 a rendu nécessaire. Mais il écrit une dépêche caustique censurant Lord Canning pour la proclamation d'Oudh, et autorise sa publication dans le Times sans consulter ses collègues, qui désavouent son action à cet égard. La désapprobation est générale et des votes de censure sont annoncés dans les deux chambres. Pour sauver le cabinet, Ellenborough démissionne.
Sans cet acte de témérité, il aurait peut-être eu la tâche de mettre en œuvre la constitution interne du gouvernement indien, qu'il a esquissée dans son témoignage devant le comité spécial de la Chambre des communes sur les territoires indiens le 8 juin 1852. Il plaide ensuite pour l'abolition de la cour des directeurs en tant qu'organe directeur, l'ouverture de la fonction publique à l'armée, le transfert du gouvernement à la couronne et la nomination d'un conseil pour conseiller le ministre qui devrait remplacer le président du conseil de surveillance. Ces suggestions de 1852 sont mises en œuvre par son successeur, Lord Stanley, en 1858, si étroitement, même dans les détails, que Lord Ellenborough devait être déclaré l'auteur, en bien ou en mal, du système de gouvernement direct de l'Inde qui a été introduit à cette époque. Bien que reconnu comme l'un des orateurs les plus en vue de la Chambre des lords et participant fréquemment au débat, Ellenborough n'a jamais repris ses fonctions.

## Famille
Lord Ellenborough se marie deux fois. Il épouse en premier lieu Octavia Catherine, fille de Robert Stewart (1er marquis de Londonderry), en 1813. Ils n'ont pas d'enfants. Elle est morte de tuberculose en mars 1819.
Il se remarie à Jane Digby, fille de l'amiral Henry Digby. Ils ont un enfant, Arthur Dudley Law (15 février 1828 - 1er février 1830). Le père biologique d'Arthur est le cousin de Jane. Elle a moins deux autres liaisons. Après l'annonce de sa liaison avec le prince Félix de Schwarzenberg, Lord et Lady Ellenborough divorcent par une loi du Parlement en 1830.
Il ne s'est pas remarié, bien qu'il ait des enfants illégitimes avec sa maîtresse. L'acteur de théâtre St. Clair Bayfield (né John St. Clair Roberts) est son petit-fils par l'intermédiaire de sa fille illégitime, Ida Roberts.
Ellenborough meurt à son château, Southam House, près de Cheltenham, en décembre 1871 âgé de 81 ans. À sa mort, la vicomté et le comté s'éteignent alors que son neveu, Charles Towry-Law (3e baron Ellenborough), lui succède dans la baronnie. Il a été enterré dans le mausolée familial à l'église d'Oxenton.